# Campeonato Mundial de Esgrima de 1923
El III Campeonato Mundial de Esgrima se celebró en La Haya (Países Bajos) en 1923 bajo la organización de la Federación Internacional de Esgrima (FIE) y la Real Federación Neerlandesa de Esgrima.

## Medallistas

### Masculino
| Evento            | Oro                             | Plata                           | Bronce                                |
| ----------------- | ------------------------------- | ------------------------------- | ------------------------------------- |
| Espada individual | Wouter Brouwer · Países Bajos   | Adrianus de Jong · Países Bajos | Roger Ducret Francia                  |
| Sable individual  | Adrianus de Jong · Países Bajos | Marc Perrodon Francia           | Henri Wijnoldy-Daniëls · Países Bajos |

## Medallero
| Núm. | País         | Oro | Plata | Bronce | Total |
| ---- | ------------ | --- | ----- | ------ | ----- |
| 1    | Países Bajos | 2   | 1     | 1      | 4     |
| 2    | Francia      | 0   | 1     | 1      | 2     |
|      | TOTAL        | 2   | 2     | 2      | 6     |